# Tegyra cinnamomea
Genre
Espèce
Tegyra cinnamomea, unique représentant du genre Tegyra, est une espèce d'opilions laniatores de la famille des Manaosbiidae.

## Distribution
Cette espèce est endémique de la région de Loreto au Pérou. Elle se rencontre vers Pebas.

## Description
La femelle holotype mesure 3,5 mm.

## Publication originale
- Henriksen, 1932 : « Descriptiones Laniatorum (Arachnidorum Opilionum Subordinis). Opus posthumum recognovit et edidit Kai L. Henriksen. » Det Kongelige Danske Videnskabernes Selskabs skrifter, Naturvidenskabelig og Mathematisk Afdeling, sér. 9, vol. 3, no 4, p. 197–422.